# Galerie de la Villette
La galerie de la Villette est une voie piétonne surélevée qui traverse du nord au sud le parc de la Villette, dans le 19e arrondissement de Paris.

## Situation et accès
La galerie de la Villette traverse le parc de la Villette. Elle débute au 213, avenue Jean-Jaurès et se termine au 26, avenue Corentin-Cariou.

## Origine du nom
Elle porte ce nom car elle est située dans le parc de la Villette. 

## Historique
Elle prend sa dénomination par un décret municipal du 10 novembre 1987. 